# Pascanas
Pascanas é um município da província de Córdova, na Argentina.